# Pandanus polycephalus
Pandanus polycephalus là một loài thực vật có hoa trong họ Dứa dại. Loài này được Lam. miêu tả khoa học đầu tiên năm 1785.